# Yttre produkt
Yttre produkt (eller kilprodukt) är en matematisk operation där två vektorer ger en vektor eller tensor som svar. Ett specialfall är kryssprodukten, som utförs mellan två vektorer i {\displaystyle \mathbf {R} ^{3}}. Formellt är en yttre produkt produkten av två element i en yttre algebra. 